# Auilix

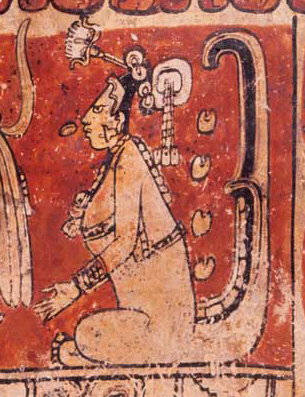
Auilix

Auilix (in maya quiché moderno: Äwilix, pronunciato /əwiliʃ/) è una Dea (o forse un Dio) della mitologia Maya. Pare che fosse la protettrice dei nobili lignaggi di Nija'ib' a Q’umarkaj. Auilix era la Dea della Luna e della notte. È presente nel Popol Vuh.

## Origini
Auilix era probabilmente correlata a Qabauil Ix (IPA: /k’aɓawil̩ iʃ/), Dea Maya Chontal della Luna. È sicuramente la stessa “Dea O”, giovane Dea della Luna di cui non si conosce il nome.

### Etimologia
L'origine del nome è incerta. Pare che abbia origine da “uilix” (altrimenti “cuilix”, nella grafia moderna “kwilix”, pronunciato /kʷiliʃ/), il nome della rondine in Maya Kechí.
Il lignaggio dei Nija'ib', prediletto da Auilix, veniva dall'odierno Pico de Orizaba, chiamato dagli aztechi “Ahuilizapan”, quindi una teoria vuole la correlazione fra questo nome e quello della Dea Auilix.
Molto probabilmente il suffisso “ix” indica che si tratta di una donna, quasi a pensare che il nome venga da Qauilix, «K'awil Donna».

#### Altre grafie
Il nome della Dea nel Popol Vuh è Auilix. Non esistendo distinzione all'epoca fra le grafie u e v, è anche possibile che l'autore intendesse scrivere «Avilix». Del resto, in quiché ed in cakchikel il suono [w] può essere realizzato in [β] quando seguita da [i] oppure [u].
In quiché moderno la grafia è Äwilix, con alternativa Awilix. Nei media è possibile trovare ancora altre grafie, come quella anglicizzata di Awilish.

## Auilix nelPopol Vuh
Nel Popol Vuh Auilix è una delle tre divinità, insieme a Tohil e Hacauitz, a venire adorata dai primi uomini.
Secondo alcune interpretazioni, Ixbalanqué, Dio del Sole, era l'incoarnazione di Auilix.